# Друштво доктора медицине Републике Српске
Друштво доктора медицине Републике Српске је добровољно и непрофитно удружење основано ради унапређивања медицинске струке и науке и ради заштите интереса доктора медицине у Републици Српској.

## Удружења и секције
У саставу Друштва налази се 23 струковна удружења и 2 секције:
- Удружење анестезиолога и реаниматолога Републике Српске
- Удружење дерматовенеролога Републике Српске
- Удружење гинеколога Републике Српске
- Удружење кардиолога Републике Српске
- Удружење медицинских микробиолога и паразитолога Републике Српске
- Удружење нефролога Републике Српске
- Удружење неуролога Републике Српске
- Удружење офталмолога Републике Српске
- Удружење епидемиолога Републике Српске
- Удружење ортопеда и трауматолога Републике Српске
- Удружење за остеопорозу Републике Српске
- Удружење оториноларинголога Републике Српске
- Удружење педијатара Републике Српске
- Удружење пнеумофтизиолога Републике Српске
- Удружење психијатара Републике Српске
- Удружење радиолога Републике Српске
- Удружење специјалиста медицине рада Републике Српске
- Удружење специјалиста породичне медицине Републике Српске
- Удружење специјалиста спортске медицине Републике Српске
- Удружење специјалиста ургентне медицине Републике Српске
- Удружење хирурга Републике Српске
- Удружење физијатара Републике Српске
- Удружење уролога Републике Српске
- Секција патолога Републике Српске
- Секција трансфузиолога Републике Српске